# Lumiares
Lumiares é uma povoação da freguesia de São Martinho das Chãs, no município de Armamar, em Portugal. Foi, até ao início do século XIX, vila e sede do concelho de Lumiares. Este pequeno município teve foral em 1514 e era constituído pelas freguesias de Santa Cruz e São Martinho das Chãs. Tinha, em 1801, 1 007 habitantes. Aquando da extinção, as suas freguesias foram anexadas ao também extinto concelho de São Cosmado.